# Acanthacorydalis orientalis
Acanthacorydalis orientalis är en insektsart som först beskrevs av Robert McLachlan 1899.
Acanthacorydalis orientalis ingår i släktet Acanthacorydalis och familjen Corydalidae. Inga underarter finns listade i Catalogue of Life.